# Pasport
Pasport (in russo Паспорт?) è un film del 1990 diretto da Georgij Nikolaevič Danelija.